# Danick Snelder
Danick Snelder (nascida em 22 de maio de 1990) é uma handebolista holandesa. Integrou a seleção holandesa feminina que terminou na quarta posição no handebol dos Jogos Olímpicos de Verão de 2016, realizados no Rio de Janeiro, Brasil. Atua como pivô e joga pelo clube FTC-Rail Cargo Hungaria desde 2016. Foi medalha de prata no Campeonato Mundial de Handebol Feminino de 2015, na Dinamarca.